# Martín Ariel Doldán
Martín Ariel Doldán (Buenos Aires, 31 de enero de 1987) es un jugador de balonmano argentino, nacionalizado italiano, que juega de pívot. Fue un componente de la selección de balonmano de Italia.

## Clubes
- Instituto Grilli (2004-2005)
- River Plate (2005-2007)
- Gammadue Secchia (2007-2010)
- Bologna handball United (2010-2011)
- Kabuscorp Sport Clube do Palanca (2011)
- Pallamano Intini Noci (2011-2012)
- Kabuscorp Sport Clube do Palanca (2012)
- HC Aschersleben (2012-2013)
- Club Balonmano Villa de Aranda (2013-2014)[2]
- ASV Hamm-Westfalen (2014-2015)
- Club Balonmano Huesca (2015-2016)[3]
- Balonmano Ciudad Encantada (2016-2022)[4]
- Eón Horneo Alicante (2022-2024)[5]